# Frédéric Rusanganwa
Frédéric Rusanganwa (ur. 4 kwietnia 1980 w Kigali) – rwandyjski piłkarz grający na pozycji pomocnika.

## Kariera klubowa
Karierę piłkarską Rusanganwa rozpoczął w klubie Mukura Victory z miasta Butare. W 2000 roku zadebiutował w jego barwach w rwandyjskiej pierwszej lidze. W 2003 roku odszedł do APR FC ze stolicy kraju Kigali. W latach 2003, 2005, 2006, 2007 został mistrzem Rwandy, a w latach 2006, 2007 zdobył też Puchar Rwandy. Wraz z APR dwukrotnie zwyciężył w rozgrywkach CECAFA Club Cup.

## Kariera reprezentacyjna
W reprezentacji Rwandy Rusanganwa zadebiutował w 2000 roku. W 2004 roku został powołany do kadry na Puchar Narodów Afryki 2004. Tam wystąpił w jednym spotkaniu, z Demokratyczną Republiką Konga (1:0). W kadrze narodowej rozegrał 2 mecze.